# Diocese de Lezhë
A Diocese de Lezhë (em latim: Dioecesis Alexiensis) é uma diocese da Igreja Católica na Albânia, sufragânea da Arquidiocese de Shkodër-Pult. Em 2007, haviam sido contabilizados 86.000 batizados em cerca de uma população de 121.700 pessoas. Hoje é liderada pelo bispo Dom Ottavio Vitale, R.C.I.

## Território
A diocese abrange a parte norte da Albânia. A sede episcopal é a cidade de Lezhë, onde se localiza a Catedral de São Nicolau.
O território abrange 750 km² e está dividido em 13 paróquias.

## História
As origens desta diocese são incertas. É tradicionalmente atribuído a esse cargo o bispo Valente, que participou do Concílio de Sárdica, por volta de 344. Devido ao grande desencontro de informações sobre as origens, grande parte de seus bispos até a Idade Média são desconhecidos.
No século XIV, com a dominação de Veneza na região, Aleixo foi novamente eleito bispo da diocese em rito latino, como documentado por Konrad Eubel em Hierarchia Catholica Medii Aevi. Em 1453 iniciou-se a construção da Catedral de São Nicolau, onde, a seu pedido, foi enterrado o herói nacional albanês, Jorge Castrioto Skanderbeg.
Desde o início do século XVI, a região foi ocupada pelo Império Otomano, que converteu três das cinco igrejas de Lezhë em mesquitas, porém deixou a catedral porque três dervixes cometeram suicídio ao saltar de uma torre. Ao mesmo tempo da ocupação, foram suprimidas várias dioceses da região, incluindo a de Krujë, cujo território, em parte, foi anexado ao de Lezhë.
Um acordo entre os venezianos e os otomanos forçou a manter-se a diocese, para a qual foram frequentemente nomeados franciscanos como bispos. Eles pertenciam a vários mosteiros, o último dos quais ainda estava ativo no início do século XX, dedicado a Santo Antônio de Pádua, e era um destino importante de peregrinação realizado em seu dia de festa (13 de junho). Segundo a tradição, o mosteiro está localizado em um local escolhido pelo próprio santo.
Em 1692 havia cerca de 15.000 fiéis em cerca de 30 paróquias. Já em 1785, o número era de 19.404. A diocese foi sufragânea da Arquidiocese de Bar até 1886, quando se tornou parte da Província eclesiástica de Shkodër. No século XIX a residência do bispo se localizava em Kallmet. Em 25 de dezembro de 1888 foi cedida uma porção de terra para a construção da Abadia Territorial Santo Alexandre, em Orosh.
Durante a era comunista, em que o Estado albanês era ateu, a diocese ficou em sede vacante entre 1948 e 2005. Em 2000, um administrador apostólico foi nomeado para restaurar a diocese.
Em 28 de outubro de 2007, o cardeal Giovanni Battista Re consagrou uma nova catedral a São Nicolau, substituindo a dedicação à Virgem Maria, de 1621, que, por sua vez, havia tirado a dedicação de Nicolau anteriormente.

## Líderes
- Valente (indicado em 344 aprox.)
- João (? - 592)
- Tiago (7 de janeiro de 1357 - ?)
- Dionísio
- Domenico Progoni (21 de novembro de 1369 - ?)
- Gregório de Veneza, OFM (mencionado em 1385)
- Pedro
- Francisco Petri, O.Cist. (7 de setembro de 1394 - ?)
- Andrea de Rhegino, OP (? - 6 de outubro de 1397)
- Andrea Sume (5 de outubro de 1405 - 10 de maio de 1426)
- Pedro Sarda, O.F.M. (27 de novembro de 1427 - após 1438)
- Pietro Domgion (5 de setembro de 1459 - ?)
- Vito Jonyma (28 de janeiro de 1474 - ?)
- Pietro Malcasi (27 de julho de 1478 - ?)
- Pietro (12 de setembro de 1485 - ?)
- Francesco Conti, O.P. (15 de julho 1504 - ?)
- Giorgio Negri (23 de fevereiro de 1509 - cerca de 1512)
- Michele Natera, O.P. (9 de maio de 1513 - 1513)
- Nicola Dabri (26 de dezembro de 1513 - ?)
- Nicola Modulo (17 de junho de 1517 - ?)
- Pedro Gil, OSMM (1518 - 1518)
- Bernardino (Giovanni) Gionema, O.F.M. (17 de maio de 1518 - ?)
- Fernando de Rosas, O. de M. (19 de novembro de 1519 - ?)
- Nicola Naule (? - cerca de 1525)
- Gionj Stymaj (19 de novembro de 1525 - ?)
- Antonio de Nigris (24 de maio de 1529 - 8 de novembro de 1535)
- Guillaume de Furby , O. Carm. (08 de novembro de 1535 - após 1556)
- Nicola Gerin, O.Cist. (23 de março de 1558 - cerca de 1559)
- Antonio de Nigris (cerca de 1559 - ?)
- Giovanni Crassinga (29 de junho de 1560 - 1575)
- Teodoro Calumpsi (26 de outubro de 1575 - cerca de 1578)
- Marino Braiano, O.F.M. (15 de outubro de 1578 - ?)
- Inozenzio Stoicino, OSB (12 de agosto de 1596 - 25 de outubro de 1620)
- Bennedeto Orsini, O.F.M. (21 de junho de 1621 - cerca de 1654)
- Giorgio Vladagni (6 de março de 1656 - dezembro de 1689)
- Nicola Vladagni (15 de outubro de 1692 - após 1705)
- Giovanni Galata (15 de novembro de 1728 - 26 de janeiro de 1739)
- Simone Negri (23 de fevereiro de 1739 - antes de 13 de maio de 1748)
- Paolo Campsi (16 de setembro de 1748 - antes de 11 de agosto de 1750)
- Antonio de Lezhë, OFM (16 de novembro de 1750 - 15 de agosto de 1765)
- Giorgio Giunchi (9 de dezembro 1765 - 24 de julho de 1786)
- Michele Criesesi (24 de julho de 1786 - 2 de fevereiro de 1797)
- Nicola Malci (24 de julho de 1797 - 12 de outubro de 1825)
- Gabriele Barissich Bosniese, O.F.M.Obs. (19 de setembro de 1826 - 3 de janeiro de 1841)
- Giovanni Topić, O.F.M.Obs. (12 de janeiro de 1842 - 27 de setembro de 1853)
- Louis Ciurcia O.F.M.Obs. (27 de setembro de 1853 - 4 de junho de 1858)
- Paolo Dodmassei (1º de junho de 1858 - 27 de setembro de 1868)
- Franciszek Malczyński (24 de maio de 1870 - 21 de abril de 1908)
- Leonardo Stephano Deda, O.F.M. (21 de abril de 1908 - 8 de outubro de 1910)
- Luigj Bumci (18 de setembro de 1911 - 1º de setembro de 1943)
  - Sede vacante (1943-1946)
- Frano Gjini (4 de janeiro de 1946 - 8 de março de 1948)
  - Sede vacante (1948-2005)
  - Ottavio Vitale, RCI (5 de fevereiro de 2000 - 23 de novembro de 2005) (administrador apostólico)
- Ottavio Vitale, RCI (desde 23 de novembro de 2005)

## Estatísticas
A diocese, até o final de 2007, em uma população de 121.700 pessoas, havia 86.000 batizados, correspondendo a 70,6% do total.